# 건고
건고(建鼓)는 무율 타악기이다. 혁부악기이며, 아악기이다.

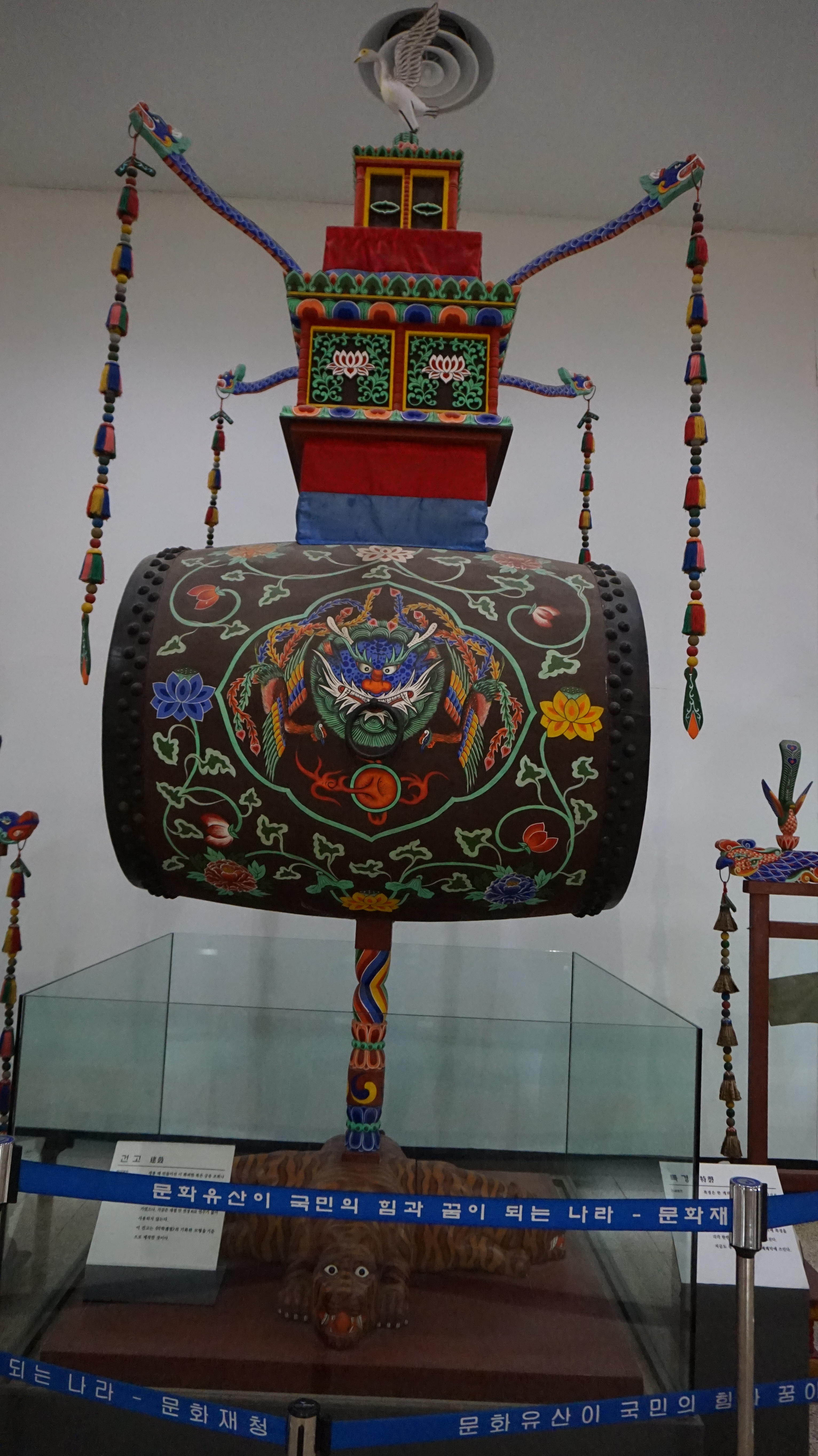
전시된 건고

## 특징
북의 일종인데 십자형으로 호랑이 네 마리를 붙인 나무로 된 발 위에 기둥을 세우고 그 위에 북을 얹었다. 지름이 3자 5치, 통의 길이 4자 9치 5푼으로 진고 다음으로 큰 북이다. 북 위에는 네 기둥을 세우고 그 위에 방개(方蓋) 둘을 위아래로 얹고 모서리에 붉고 푸른 휘장을 둘러치고, 밑에 있는 방개에는 오색사 유소(流蘇)를 길게 물린 용간(龍竿)을 꽂고, 위 방개에는 날개를 편 백로를 세워 놓아 매우 호화스럽다. 높이는 13자 7치로 국악기 중에서 가장 높은 키를 가진 악기이다.

## 쓰임새
궁중의 식에서 회례연(會禮宴) 헌가(軒架) 및 전정(殿庭) 헌가(軒架)에 쓰였으나 궁중의식이 없어지면서 쓰이지 않게 되었다.